# Iris oratoria
Espèce
Iris oratoria est une espèce d'insectes de l'ordre des Mantodea, de la famille des Tarachodidae (mantes).

## Description
Cette mante ressemble à Mantis religiosa mais de taille moindre. Son corps, ses pattes, ainsi que la première paire d'ailes sont de couleur verte ou brune. La femelle (5,5 - 6 cm) est plus grande que le mâle (4 - 5 cm). Seule la femelle a les ailes plus courtes que l'abdomen.
Iris oratoria se différencie de Mantis religiosa par la présence sur les ailes postérieures (seconde paire) d'une tache noire bleutée, le bord de l'aile étant teinté de rouge. Sur le front, entre les yeux, Iris oratoria présente deux petits tubercules crème caractéristiques. Mantis religiosa possède toujours entre les pattes antérieures une tache noire ou marron avec un ocelle blanc que les individus d'Iris oratoria ne possèdent jamais.

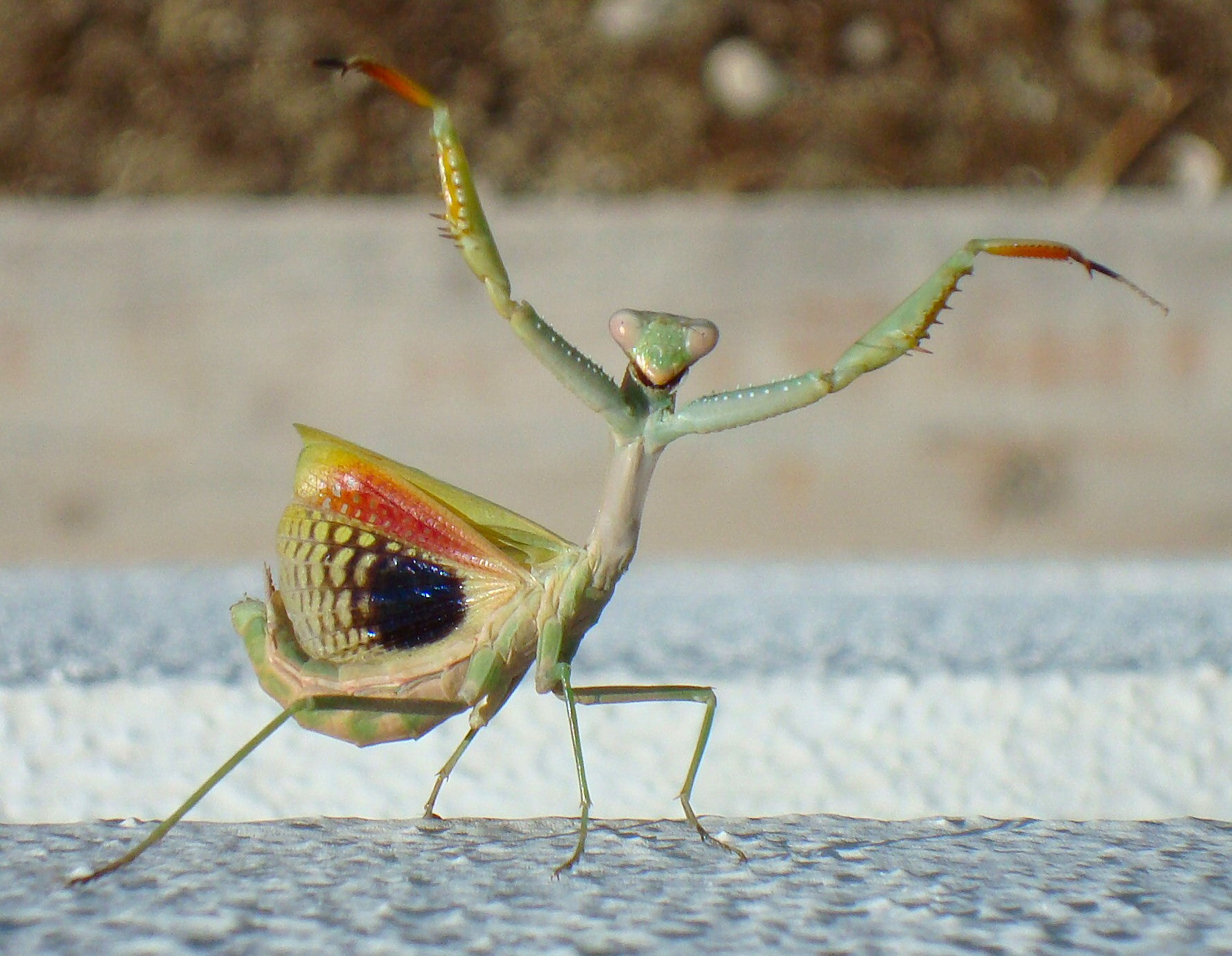
♀ en posture défensive ou d'intimidation (Île de Rhodes)
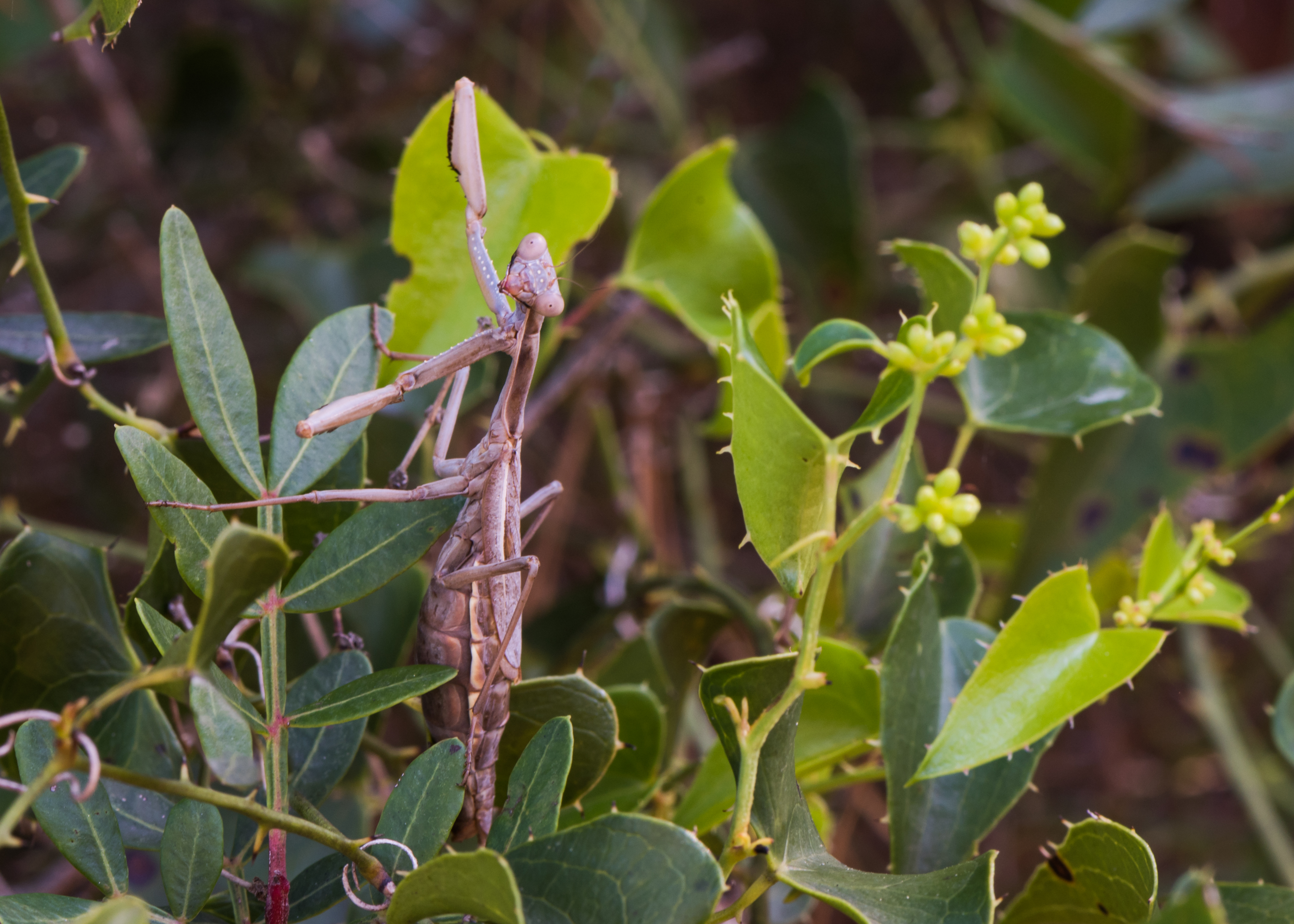
♀ dans le bois des Aresquiers (Vic-la-Gardiole)
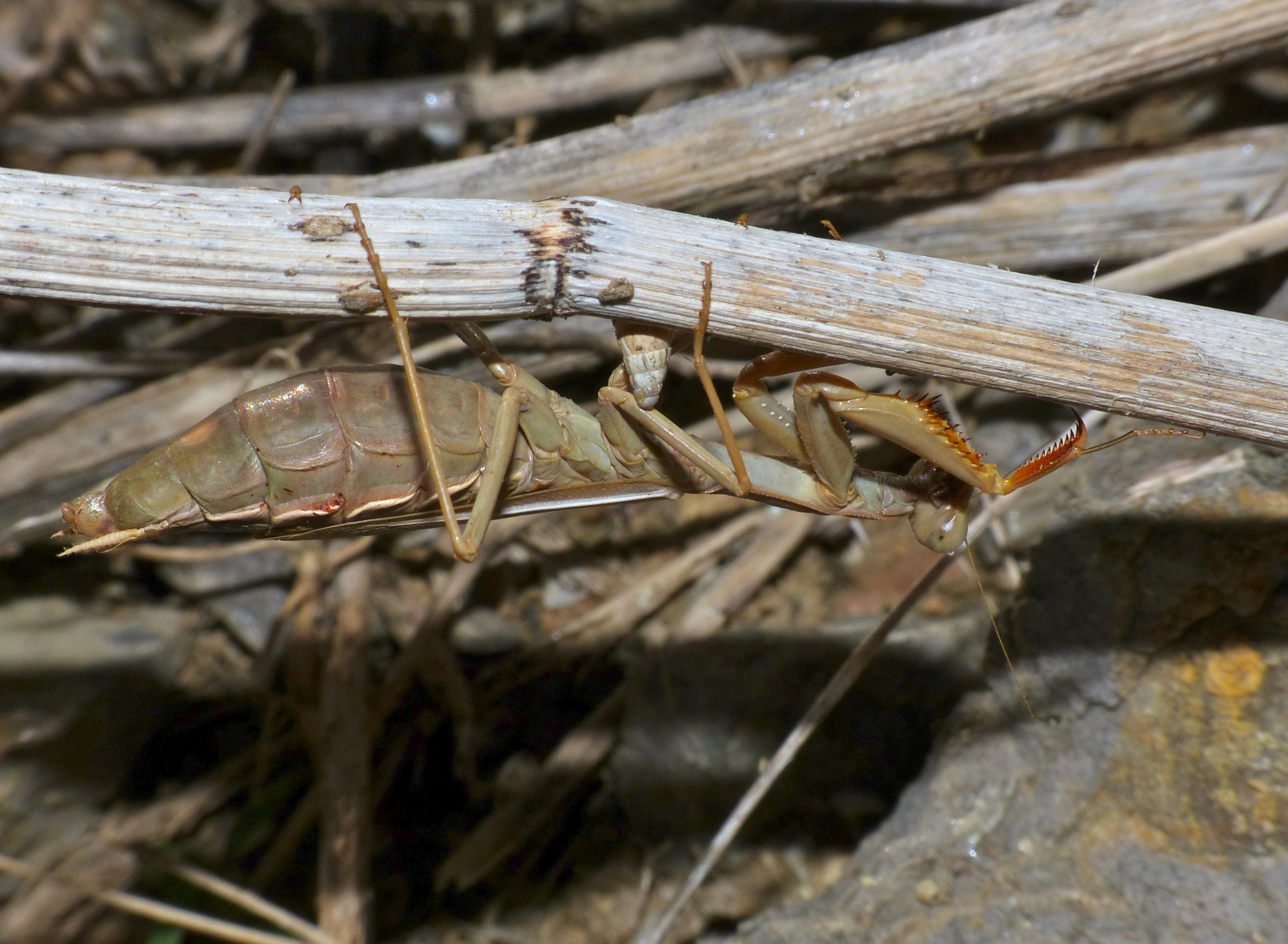
♀ (Aude)

## Répartition
Originaire d'Europe du Sud, Iris oratoria a une aire de répartition plus méridionale que Mantis religiosa.  En anglais, elle est souvent appelée "Mediterranean Mantis", la mante de Méditerranée. 

## Reproduction
La période de reproduction se situe entre août et octobre. Dans les circonstances normales, le mâle qui a localisé une femelle en remontant la piste des phéromones émises par celle-ci, se positionne et réalise une danse d'approche (pariade). Il va ensuite se positionner sur le dos de la femelle et s'accoupler. À la fin de l'accouplement, il va brusquement s'éloigner de la femelle ; s'il ne se fait pas reconnaître correctement, il sera considéré comme un proie, si l'accouplement dure longtemps (plusieurs heures en temps normal), la femelle peut prendre le mâle pour une proie et le décapiter. Le fonctionnement du système nerveux de ce groupe d'insectes permet de prolonger l'acte de reproduction malgré cet incident. La femelle a besoin d'avoir accumulé des réserves pour pondre. 
L'oothèque est une structure réalisée par la femelle. Elle sécrète par son abdomen, une matière spongieuse qu'elle mélange avec des pièces mobiles situées à l'extrémité de son abdomen. Au cours de cette étape, elle dépose au fur et à mesure les œufs qui sont disposés en rang à l'intérieur.
Les œufs passeront l'hiver dans cette oothèque. Les juvéniles sortiront au début de l'été et atteindront le stade adulte à partir du mois d'août. Les adultes meurent avant l'hiver.